# Каленчин (Островський повіт)
Каленчин (пол. Kałęczyn) — село в Польщі, у гміні Нур Островського повіту Мазовецького воєводства.
Населення — 130 осіб (2011).
У 1975-1998 роках село належало до Ломжинського воєводства.

## Демографія
Демографічна структура станом на 31 березня 2011 року:
|          | Загалом | Допрацездатний вік | Працездатний вік | Постпрацездатний вік |
| -------- | ------- | ------------------ | ---------------- | -------------------- |
| Чоловіки | 67      | 13                 | 42               | 12                   |
| Жінки    | 63      | 11                 | 30               | 22                   |
| Разом    | 130     | 24                 | 72               | 34                   |